# Ad Abi Karam
Mons. Ad Abi Karam (28. března 1937, Kornet Chehwan) je libanonský maronitský katolický kněz a emeritní biskup eparchie Svatého Marona v Sydney.

## Život
Narodil se 28. března 1937 v Kornet Chehwan.
Na kněze byl vysvěcen 25. března 1962.
Dne 26. října 2001 jej papež Jan Pavel II. jmenoval eparchiálním biskupem Svatého Marona v Sydney. Biskupské svěcení přijal 12. ledna 2002 z rukou kardinála Nasrallaha Butruse Sfeira a spolusvětiteli byli biskup Roland Aboujaoudé a biskup Samir Mazloum.
Dne 17. dubna 2013 přijal papež František jeho rezignaci z důvodu dosažení kanonického věku 75 let.